# Punctuated equilibrium (sociologie)
Punctuated equilibrium is de sprongsgewijze verandering in de socioculturele evolutie. Sociale systemen zouden lange periodes van equilibrium of evenwicht kennen, onderbroken door plotselinge radicale veranderingen. Verandering verloopt niet geleidelijk en kent ook niet alleen vooruitgang zoals werd verondersteld bij de eenlijnige culturele evolutie, maar in sprongetjes en ondervindt ook achteruitgang. Het is sterk beïnvloed door het idee van punctuated equilibrium uit de biologie van de Amerikaanse paleontologen Niles Eldredge en Stephen Jay Gould.